# Лозанове (заказник)
Лоза́нове — гідрологічний заказник місцевого значення в Україні. Об'єкт природно-заповідного фонду Житомирської області. 
Розташований на території Коростенського району Житомирської області, неподалік від села Васьковичі. 
Площа 14,6 га. Статус отриманий згідно з рішенням 17 сесії облради від 14.11.2008 року № 665. Перебуває у віданні ДП «Коростенське ЛМГ» (Бехівське л-во, кв. 117, вид. 14; кв. 124, вид. 2). 
Статус надано для збереження відкритого мезотрофного болота в межиріччі Жереву і Шестеня. Трапляються рідкісні види рослин, занесені до Червоної книги України, зокрема: ситник бульбистий, ситник розчепірений, росичка середня, верба лапландська, пухирник малий. 

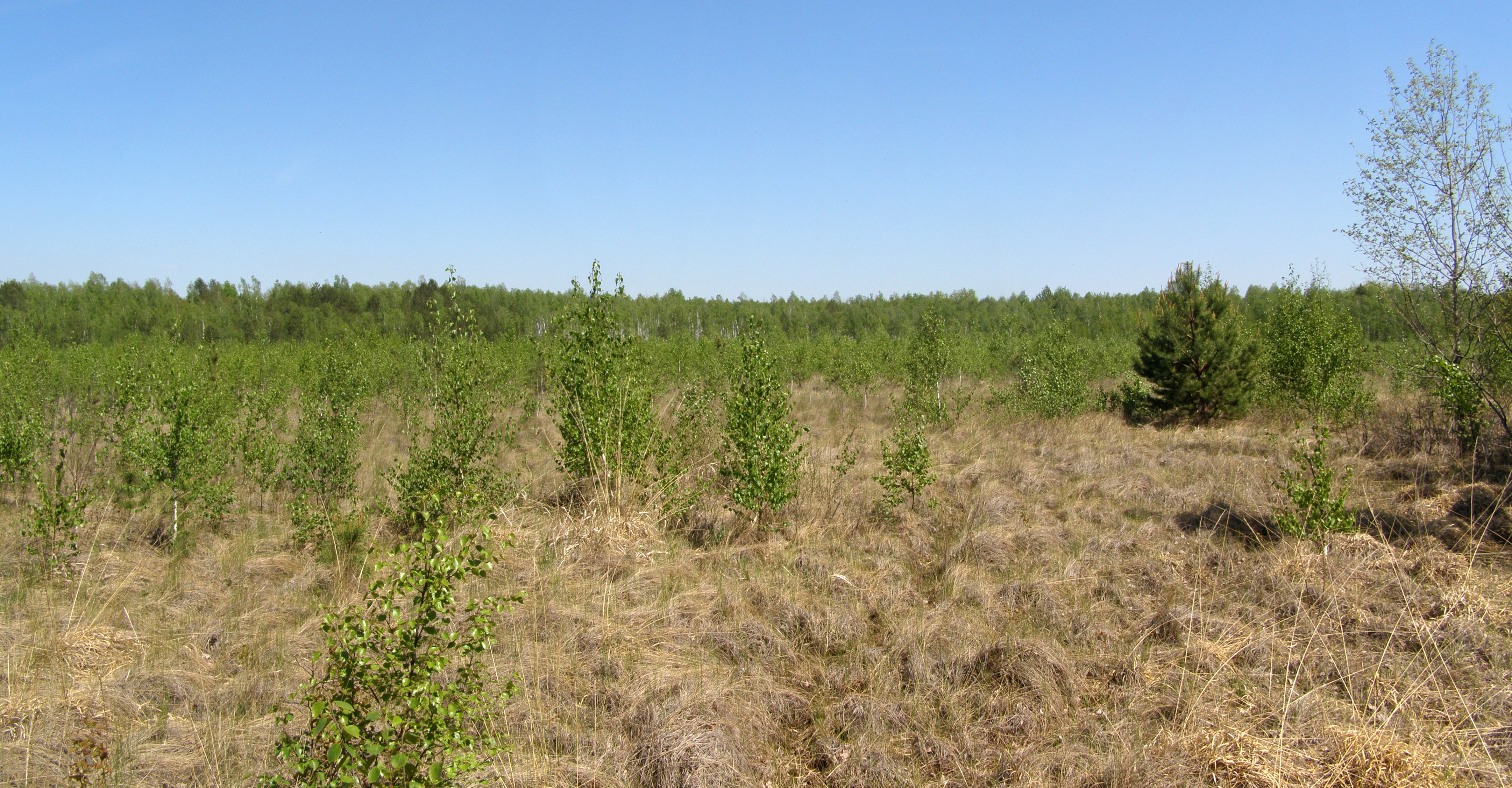
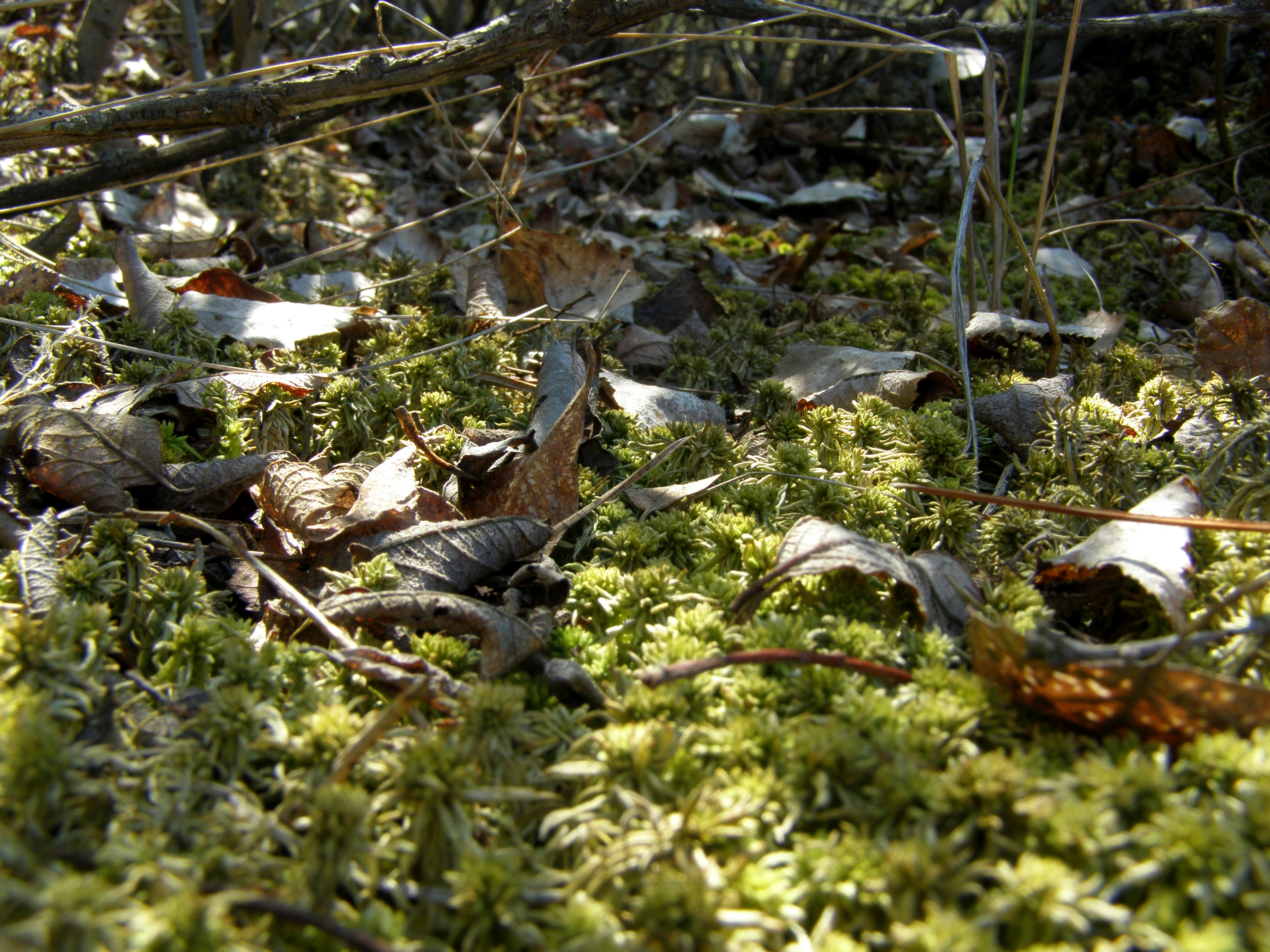
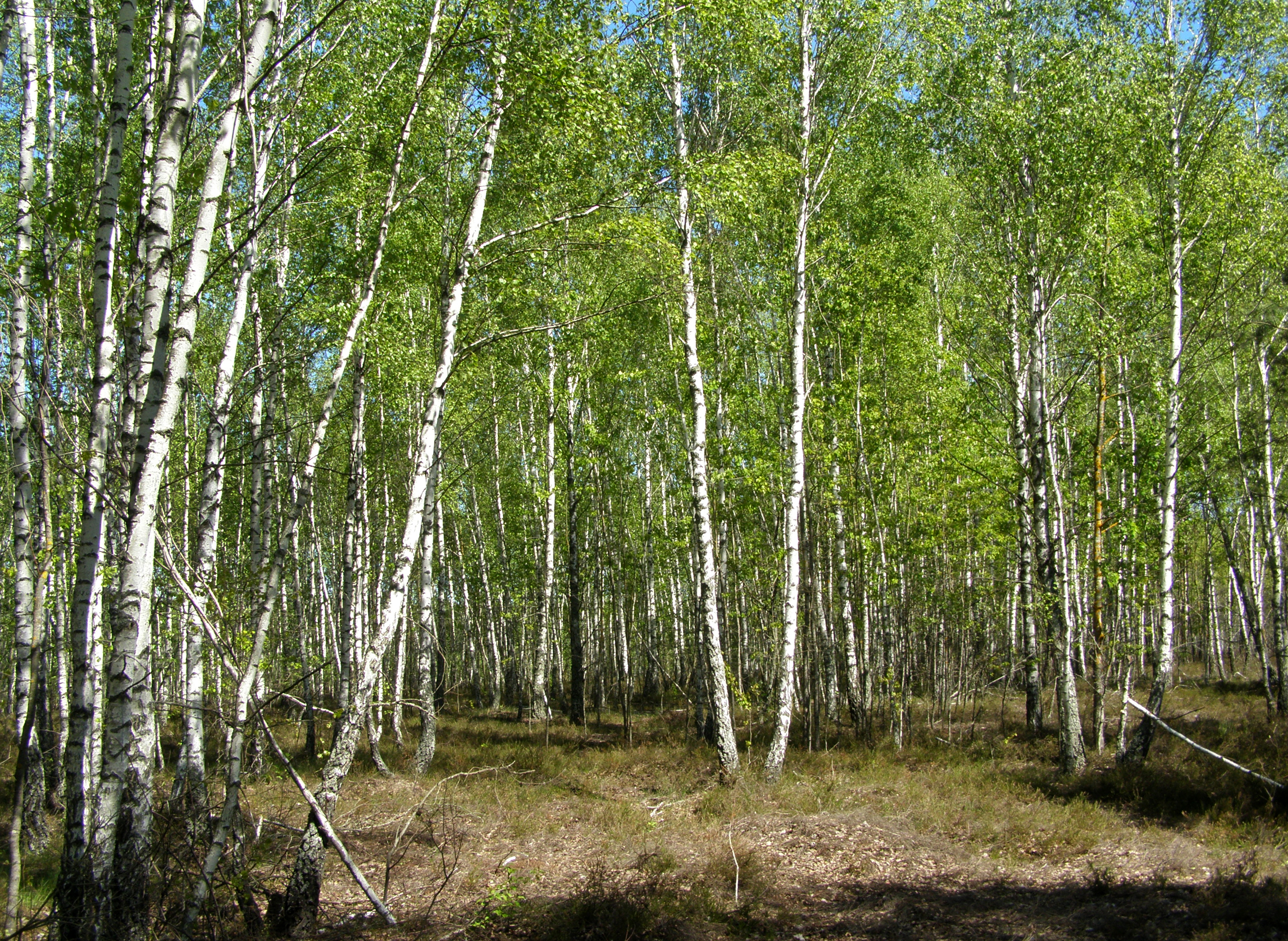
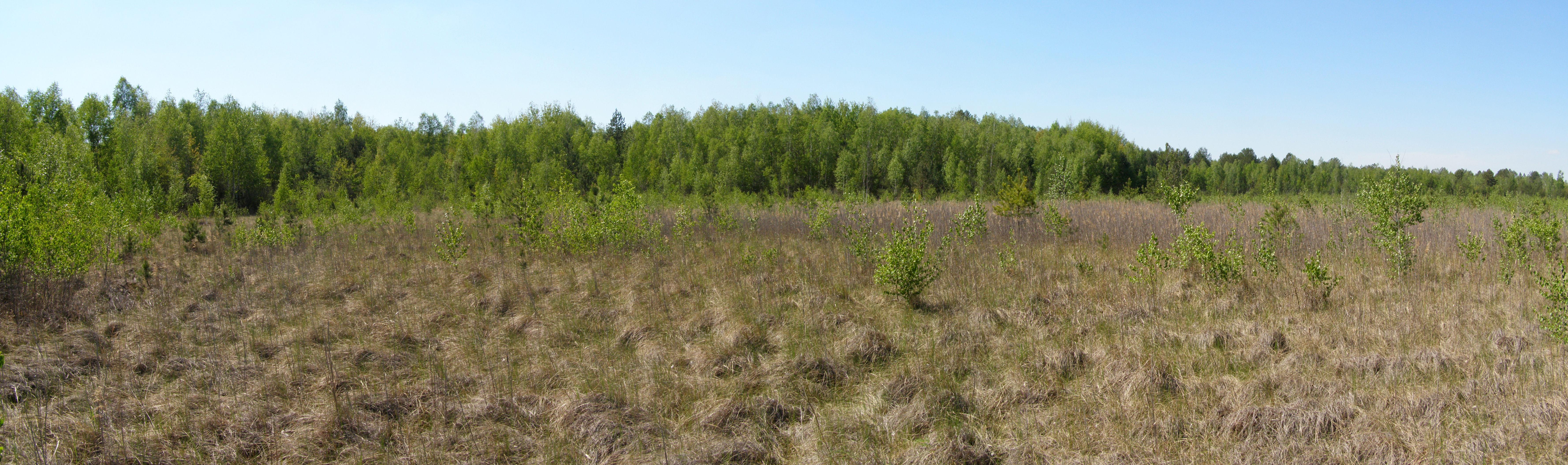